# Kamenško
Kamenško – wieś w Słowenii, w gminie Sevnica. W 2018 roku liczyła 133 mieszkańców.